# Parc Nacional de la Selva Impenetrable de Bwindi
El Parc Nacional de la Selva Impenetrable de Bwindi està situat al sud-oest d'Uganda, al llarg de la frontera amb la República Democràtica del Congo. A l'altra banda d'aquesta frontera es troba el Parc Nacional dels Virunga. Va ser creat el 1991 i està inscrit a la llista del Patrimoni de la UNESCO des del 1994.

## El Parc
El parc ocupa més de 32.092 hectàrees de selva, tant muntanya com de terres baixes, i només accessible a peu.
És un refugi per als colobos, ximpanzés i per a moltes espècies d'aus. Destaquen els tres-cents goril·les de muntanya, la meitat de la població mundial d'aquesta espècie en perill d'extinció. Hi ha tres grups de goril·les habituats a la presència humana, anomenats Mubare, Katendegyere i Rushegura. Els Mubare són els més sociables.
És un dels ecosistemes més rics d'Àfrica; alberga unes 120 espècies de mamífers, 346 d'aus, 202 de papallones, 163 d'arbres, 100 de falgueres, 27 d'amfibis i rèptils, i moltes espècies amenaçades. Comparteix els elevats nivells d'endemismes de la selva montana de la falla Albertina.

## Galéria

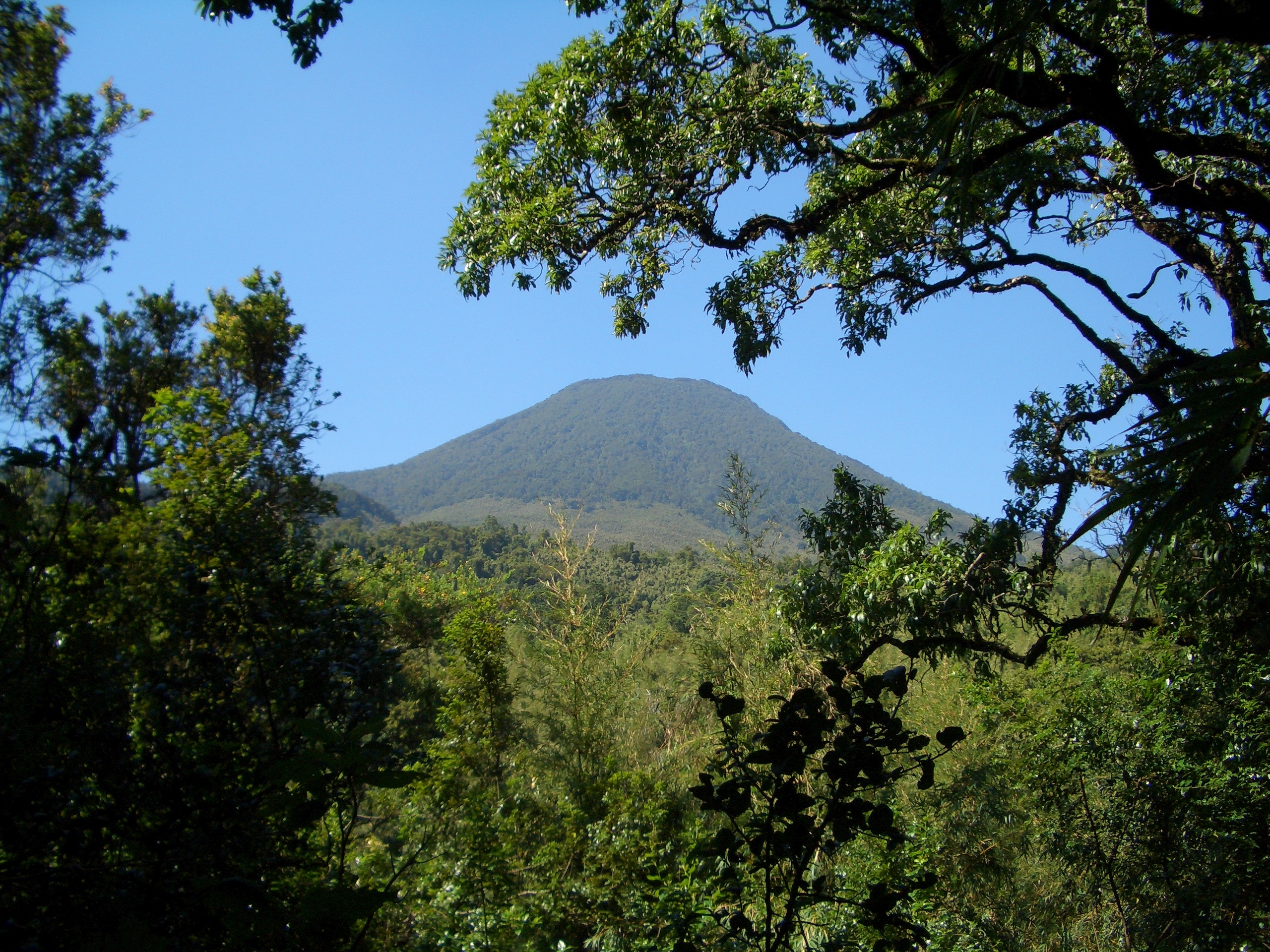
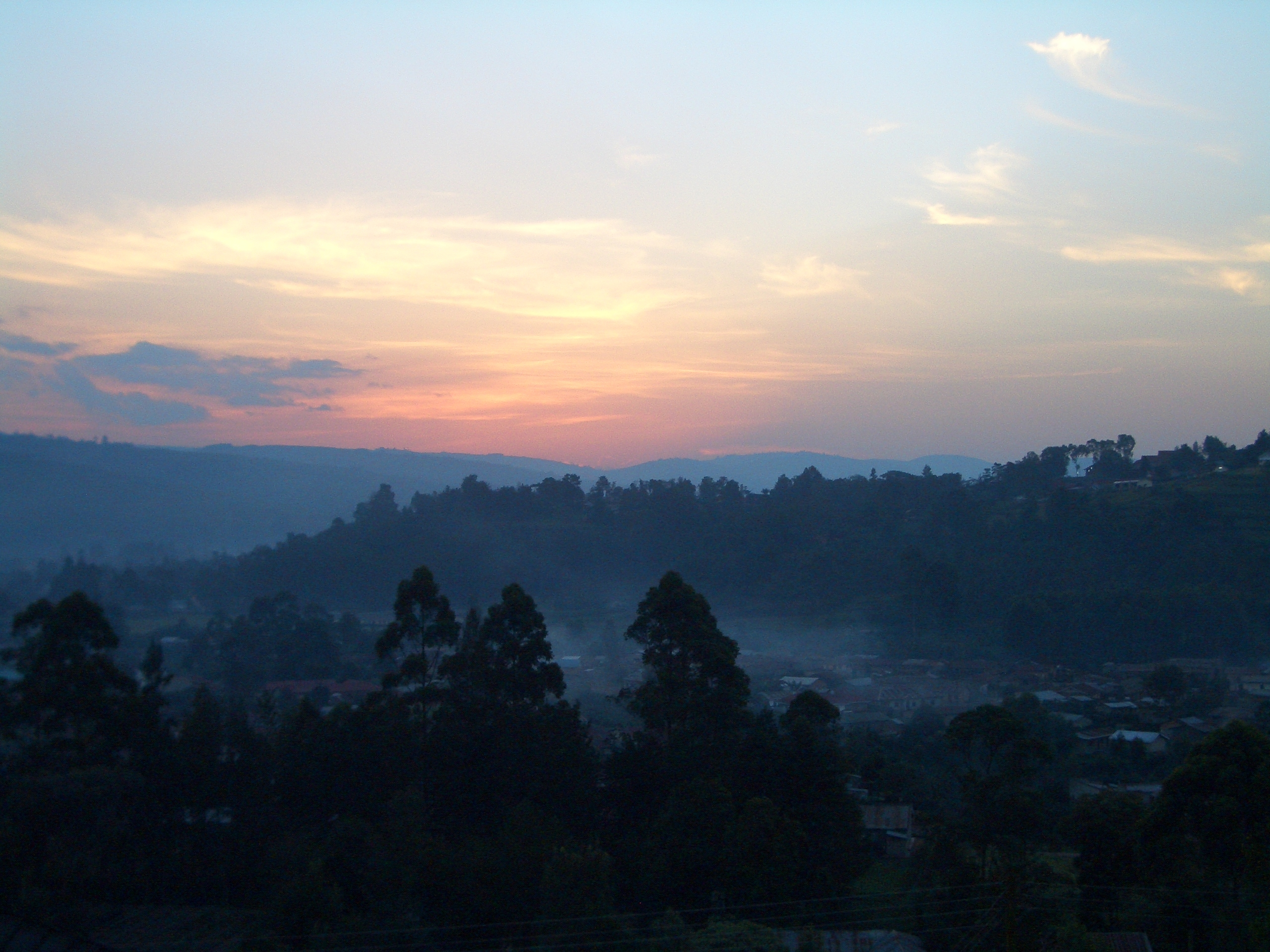
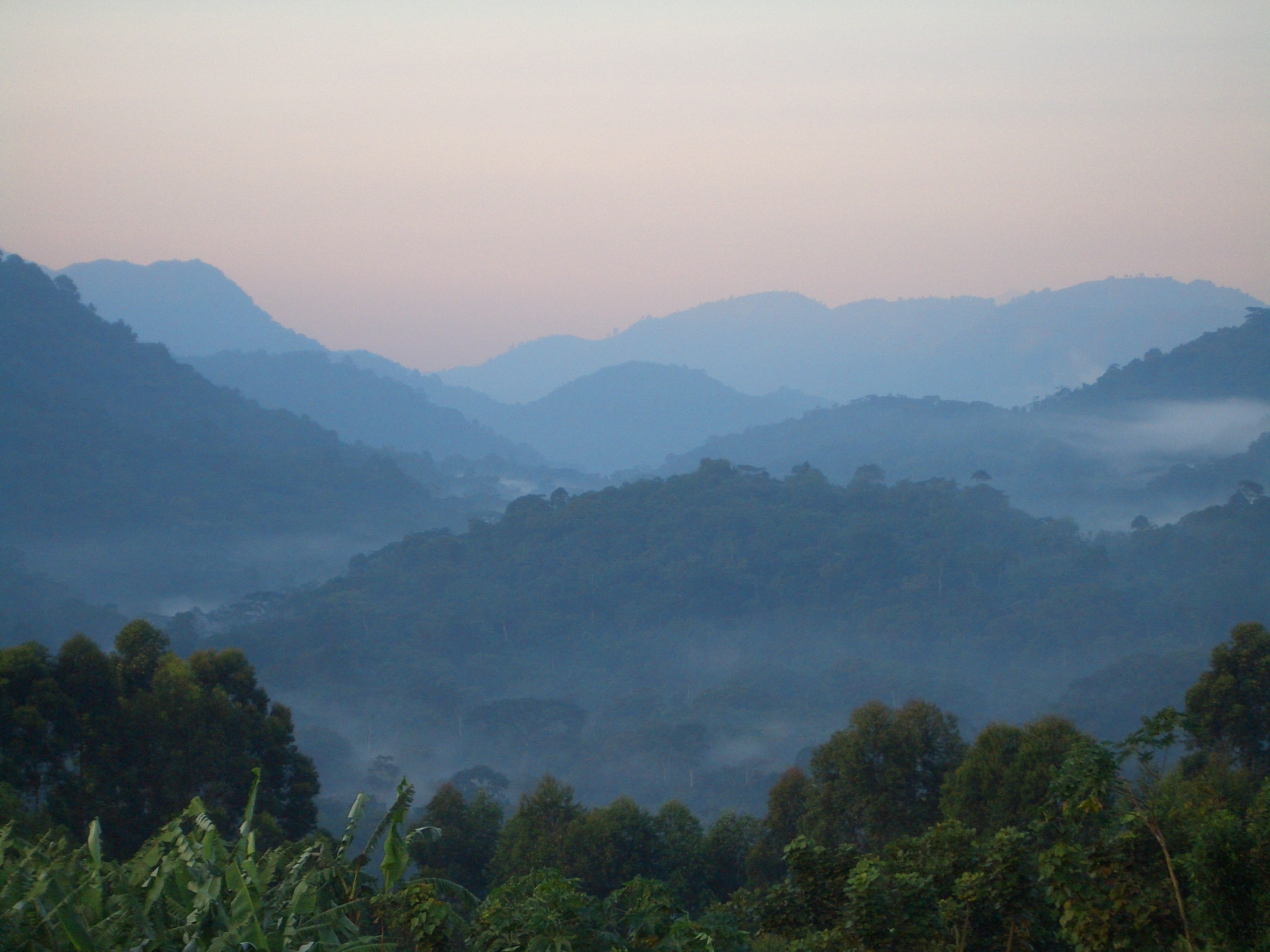
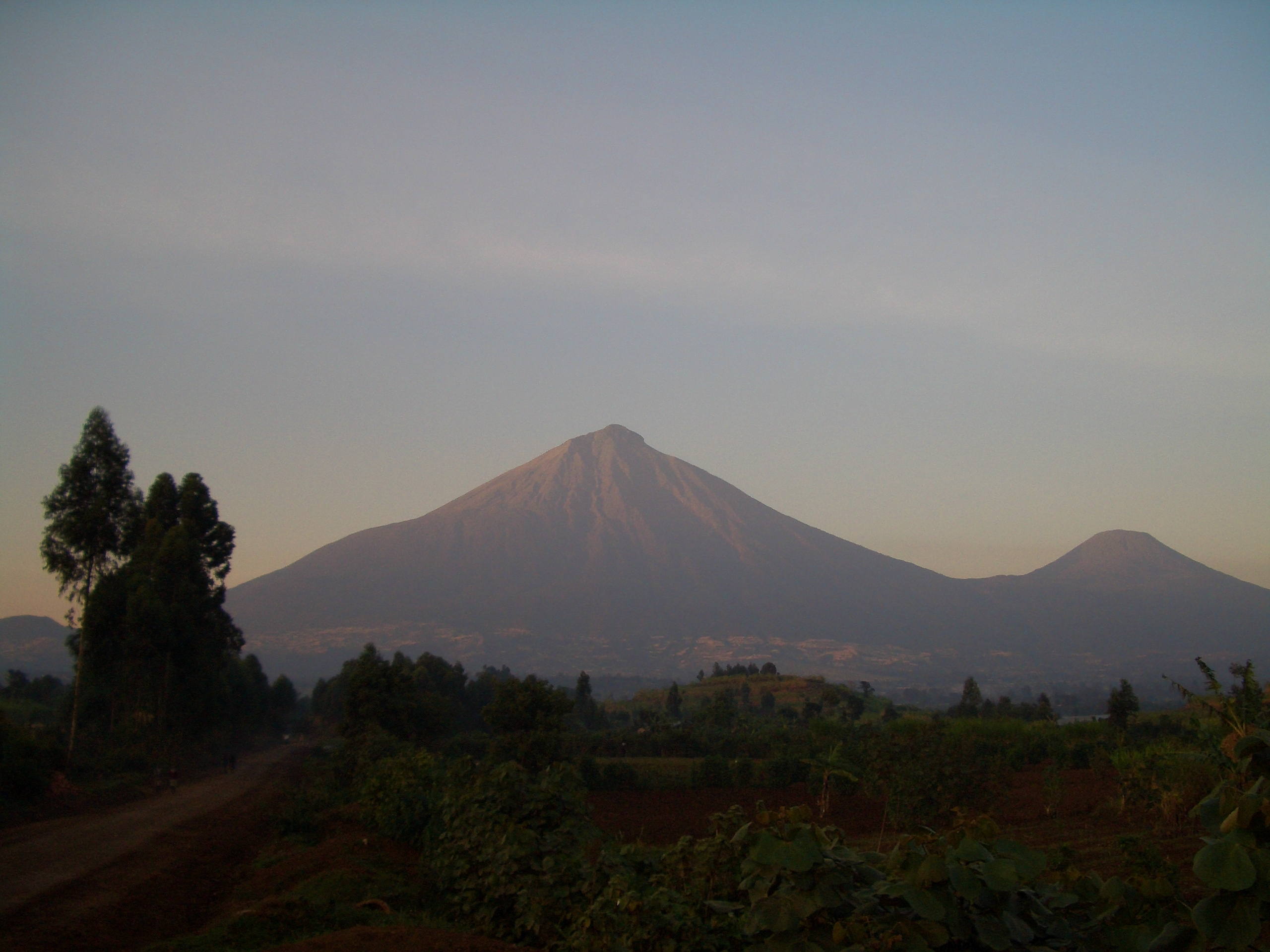